# Goverlan Reach
Goverlan Reach - программное обеспечение для удалённого управления компьютерами, разрабатываемое компанией Goverlan, Inc. Данное ПО позволяет администрировать компьютеры удалённо в «тихом» (background) режиме, не прерывая работу удалённого пользователя. Поддерживаются такие действия, как просмотр информации о системе, установка и удаление программ, передача файлов, запуск скриптов, установка обновлений и т.д. Большая часть действий может быть выполнена для группы компьютеров или пользователей.
Кроме этого, поддерживается удалённый доступ к рабочему столу используя протоколы RDP, VNC, а также проприетарный протокол. Проприетарный протокол позволяет настроить качество изображения рабочего стола, контролировать клавиатуру и мышь, перенаправить звук с удалённого компьютера, общаться с удалённым пользователем с помощью голосовой связи и текстового чата, активировать режим «занавески» (curtain mode). Поддержка VNC позволяет администрировать системы на основе операционных систем macOS и Linux.

## История
Идея создания подобного программного продукта появилась у Pascal Bergeot (CEO и основатель Goverlan, Inc.) когда он работал в службе технической поддержки одного из крупных финансовых учреждений Уолл-стрит. Полное понимание того, каким должен быть продукт, пришло в 1996. В 1998 вышла первая коммерческая версия.

## Особенности
Goverlan Reach состоит из трёх частей: Goverlan Reach Console,  Goverlan Reach Client и Goverlan Reach Server.
Goverlan Reach Console устанавливается на компьютеры, с которых будет производиться удалённое управление. Данный компонент включает в себя консоль администрирования и приложение для удалённого доступа к рабочему столу. Консоль осуществляет администрирование в «тихом» (background) режиме, не прерывая работу удалённых пользователей, а также позволяет выполнять комплексные операции для групп компьютеров. В свою очередь, приложение для удалённого управления позволяет подключаться к рабочему столу используя проприетарный протокол, в том случае, если на удалённых компьютерах установлен Goverlan Reach Client. Кроме этого, возможно подключение по протоколам RDP и VNC к любым компьютерам, которые поддерживают данные сервисы. Таким образом, вы можете также управлять компьютерами на основе macOS и Linux. Панель предпросмотра может отображать миниатюры рабочего стола всех подключений в реальном времени.
Goverlan Reach Client устанавливается на удалённые компьютеры. Данный агент поддерживает два режима работы: как сервис для доступа «без присмотра» и как приложение для помощи удалённому пользователю. В первом случае, агент может быть установлен удалённо. Для этого необходимо иметь открытые для администраторов C$ и IPC$, а также находиться в пределах одной локальной сети.
Goverlan Reach Server необходим для централизованной раздачи настроек (политик) и регистрации сетевых событий. Кроме этого, он включает в себе Goverlan Reach Gateway Server, который позволяет управлять компьютерами находящимися за пределами локальной сети. Данный компонент не является обязательным.

## Безопасность
Goverlan Reach поддерживает NTLM и Kerberos аутентификацию. Все данные, передающиеся по сети, зашифрованы используя протокол TLS и(или) алгоритм шифрования AES.